# 島根県道314号美都澄川線
島根県道314号美都澄川線（しまねけんどう314ごう みとすみかわせん）は、島根県益田市を通る一般県道である。

## 概要
益田市美都町山本から益田市匹見町澄川に至る。

### 路線データ
- 起点：益田市美都町山本（島根県道172号美都匹見線交点）
- 終点：益田市匹見町澄川（国道488号交点）

## 歴史
- 1995年（平成7年）4月4日 - 島根県告示第341号により認定される。
- 2004年（平成16年）11月1日 - 美濃郡の全2町（匹見町・美都町）が益田市に編入されたことにより全区間が益田市域を通る路線になり、併せて起終点の地名が変更される。

## 地理

### 通過する自治体
- 島根県
  - 益田市

### 交差する道路
| 交差する道路            | 交差する場所 | 交差する場所 |
| ----------------------- | ------------ | ------------ |
| 島根県道172号美都匹見線 | 美都町山本   | 起点         |
| 国道488号               | 匹見町澄川   | 終点         |

### 沿線
- 金谷の城山桜（島根県指定天然記念物）
- 都茂鉱山跡

### 峠
- 野々峠（標高432 m、益田市美都町山本）